# Gerhard Wiltfang
Gerhard Wiltfang, född den 27 april 1939 i Stuhr i Tyskland, död 1 juli 1997 i Thedinghausen, Tyskland, var en västtysk ryttare.
Han tog OS-guld i lagtävlingen i hoppning i samband med de olympiska ridsporttävlingarna 1972 i München.